# Nachtclub

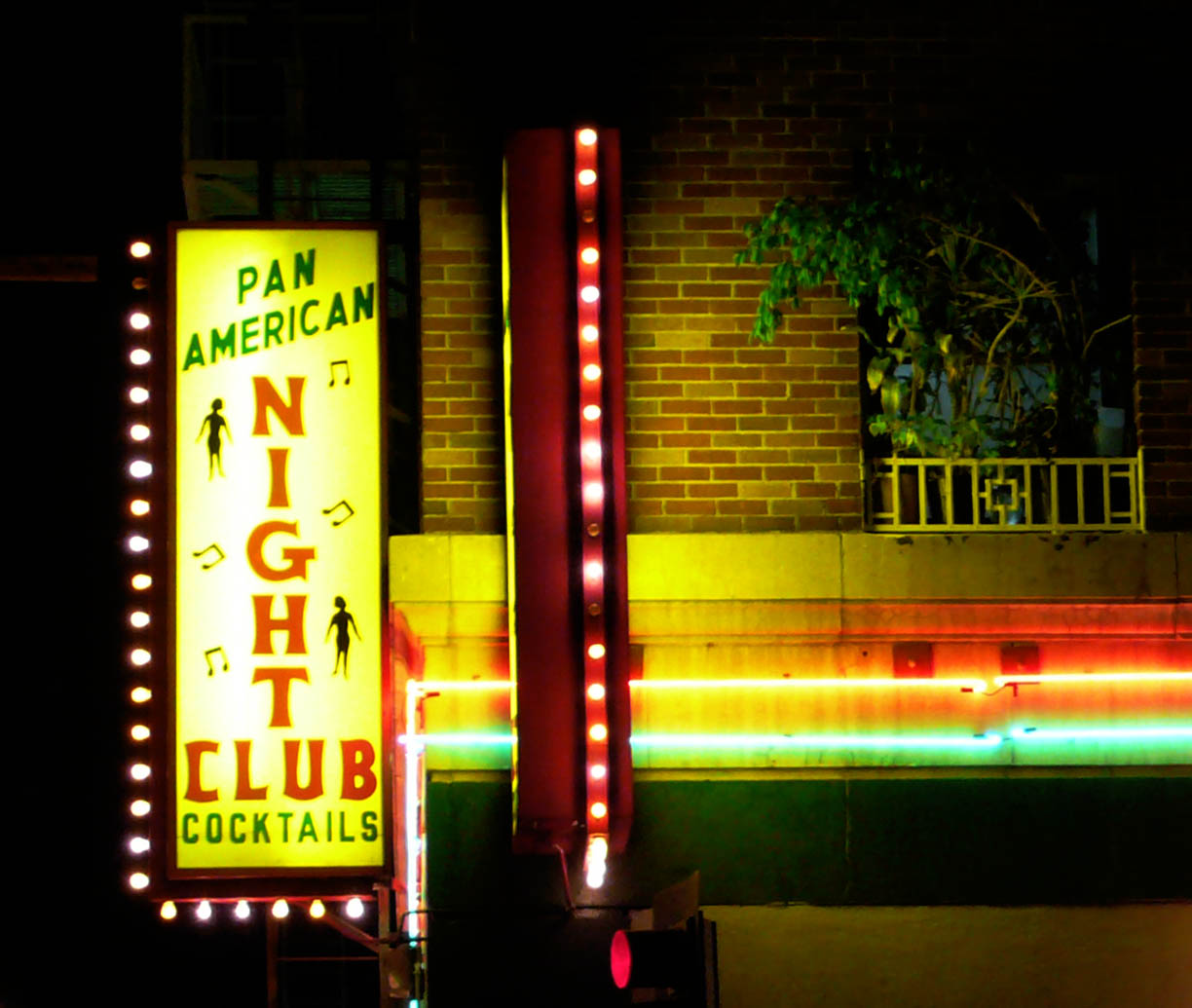
Außenwerbung des lateinamerikanisch geprägten „Panamerican Night Club“ (Los Angeles/USA)

Ein Nachtclub, auch Nachtklub, Nachtbar oder Nachtlokal, englisch Nightclub, ist in der Regel eine Vergnügungsstätte, die bis spät in die Nacht oder bis zum frühen Morgen geöffnet ist.

## Charakteristika

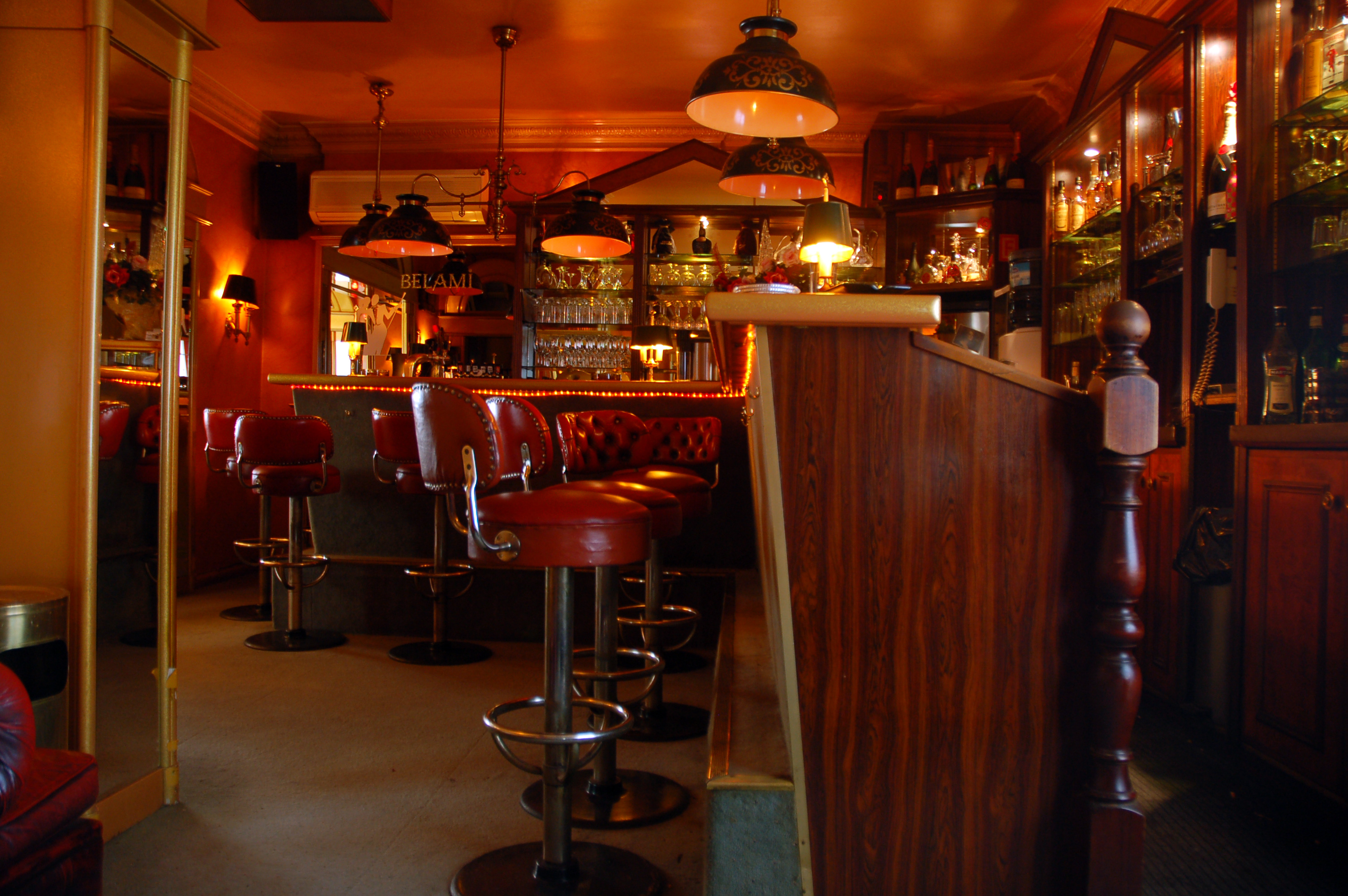
Die Bar des ehemaligen Berliner Nachtclubs/Bordells Bel Ami

Zu den Nachtclubs gehören Bars und Lokale, die klassische Unterhaltung wie Musik und Tanz bieten. Wird bei Tanzveranstaltungen die Tanzmusik nicht von Bands aufgeführt, sondern durch DJs gemischt, spricht man von Diskothek. Nachtclubs und Diskotheken firmieren häufig nach englischsprachigem Vorbild unter der Kurzform „Club“ oder „Klub“. Teilweise finden in Nachtclubs auch Theater-, Kleinkunst- oder Comedy-Vorführungen statt, ähnlich wie bei Revuetheatern. Die Unterhaltungsangebote können aber auch erotischen oder sexuellen Inhalts sein, wie bei Stripclubs und Bordellen. Die Übergänge sind oft fließend.
Ein gastronomisches Angebot mit Getränken und teilweise auch Speisen ist bei allen Arten vorhanden. Dabei werden neben den üblichen oft „exklusive“, meist hochpreisige Getränke offeriert, wie zum Beispiel Sekt oder Champagner sowie meistens auch vielfältige Spirituosen-Arten. Oft sorgen Animierdamen und teils auch Barkeeperinnen (Bardamen) für einen hohen Getränkeumsatz bei den meist männlichen Gästen.
Bei Nachtclubs mit Erotik- oder Sex-Angebot gehören dazu eine gezielte Unterhaltung und Animation, wie beispielsweise Gogo-Dance, Tabledance und Liveshows mit Striptease. Teilweise werden auch Whirlpool und Sauna angeboten, sowie darüber hinaus erotische Massagen bis hin zu sexuellen Dienstleistungen im Bereich der Prostitution. Manche Nachtclubs bieten dabei auch einen Escort Service sowie Haus- und Hotelbesuche an.
Nachtclubs sind generell für alle Geschlechter zugänglich, wobei in Clubs mit Erotik-Angebot wie Tabledance oder Striptease je nach Darbietern überwiegend männliche Gäste anzutreffen sind. Etablissements mit sexuellem Angebot wie Bordellbetriebe werden nahezu ausschließlich von Männern aufgesucht. Darüber hinaus existieren auch spezielle Nachtclubs für Schwule und Lesben.
Mit Nachtclubs werden oft Vorstellungen von einem besonderen Ambiente und einer bestimmten Atmosphäre verbunden („Dämmerlicht, obskure Dekoration, Musik, die den Boden vibrieren lässt, und teure Drinks“), und sie sind oft prägend für das Nachtleben vor allem von Großstädten, wo sie teils auch für „Verruchtheit“ stehen.

## Rechtslage in Deutschland
Nachtclubs unterliegen in Deutschland dem allgemeinen Gaststättenrecht. Die Betriebsstätte sowie der laufende Betrieb, die Betriebsleitung und die dort Beschäftigten müssen unter anderem dem Bundes-Gaststättengesetz (GastG) bzw. soweit vorhanden, dem jeweiligen Landes-Gaststättengesetz, und den Nebenbestimmungen, wie sonstigen gewerbe- und verwaltungsrechtlichen Vorschriften für Gaststätten genügen. Außer der üblichen Gaststättenkonzession für das Führen einer Gaststätte und den Ausschank von Alkohol benötigen Nachtclubs bzw. deren Betreiber in der Regel eine „Nachtlokal-Konzession“ für die Betriebsöffnung während der Nachtzeit bzw. als Ausnahmeregelung von etwaigen Sperrstunden-Regelungen zur Sicherung der allgemeinen Nachtruhe. Bei Nachtclubs mit Verzehrangebot müssen die Zubereitung der Speisen und die Lagerung der Lebensmittel den dafür maßgebenden lebensmittel-, verwaltungs- und gewerberechtlichen Vorschriften genügen. 
Nachtclubs mit Bordellbetrieb unterliegen dem Prostitutionsgesetz und dem Prostituiertenschutzgesetz. In Sperrbezirken sind sie verboten. 
Im Sinne des Jugendschutzes werden Nachtclubs sowie auch Nachtbars und vergleichbare Vergnügungsbetriebe als jugendgefährdende Orte angesehen. Der Gesetzgeber hat dies unter anderem im Jugendschutzgesetz (JuSchG) berücksichtigt. Gemäß § 4 Abs. 3 JuSchG darf Kindern und Jugendlichen der Aufenthalt in Gaststätten, die als Nachtbar oder Nachtclub geführt werden, und in vergleichbaren Vergnügungsbetrieben nicht gestattet werden.
Die tatsächliche Umsetzung der genannten Vorschriften kann von Kommune zu Kommune unterschiedlich sein.

## Wirkungen

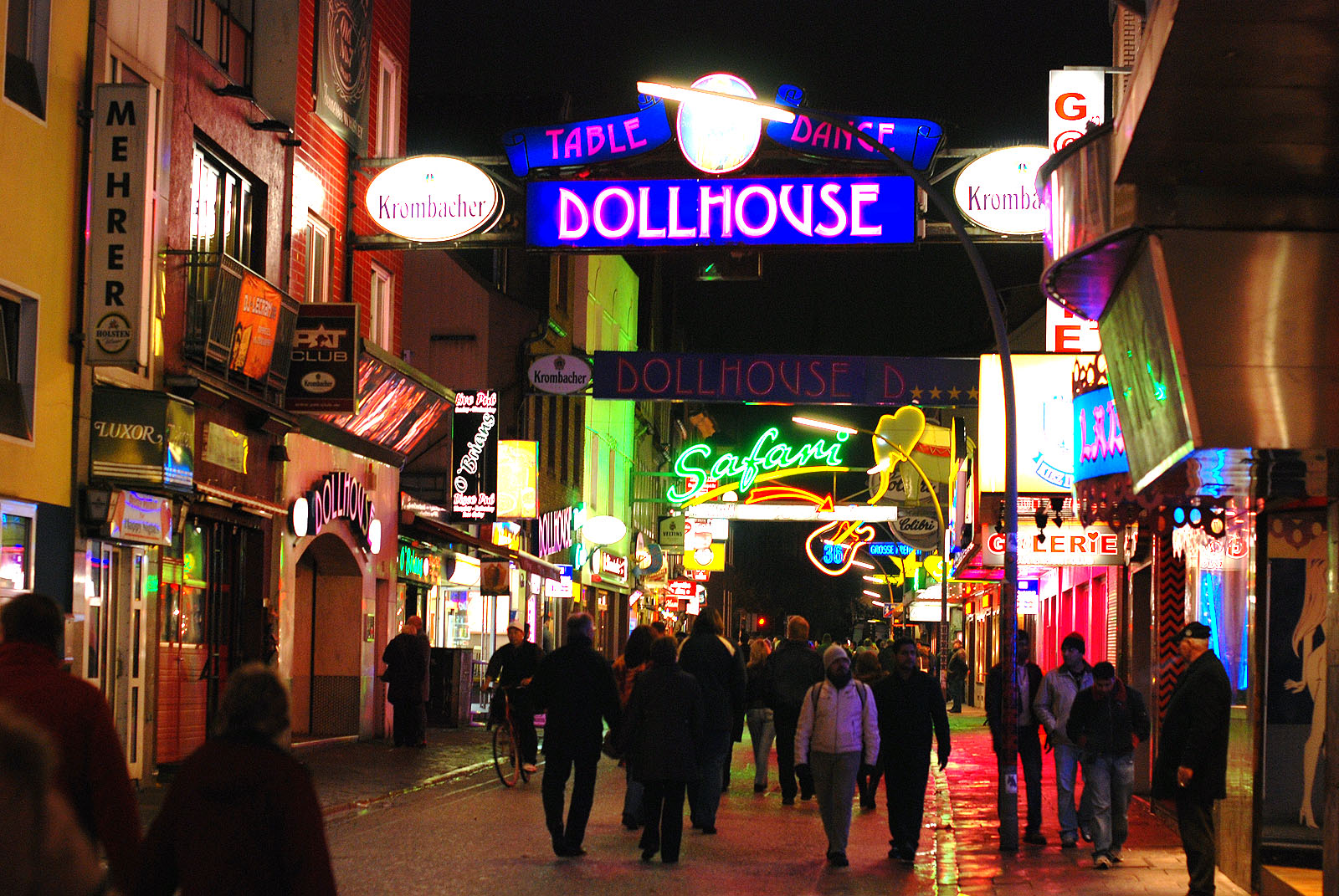
Nachtansicht der Großen Freiheit, einer Seitenstraße der Reeperbahn – hier sind besonders viele Nachtbars angesiedelt.

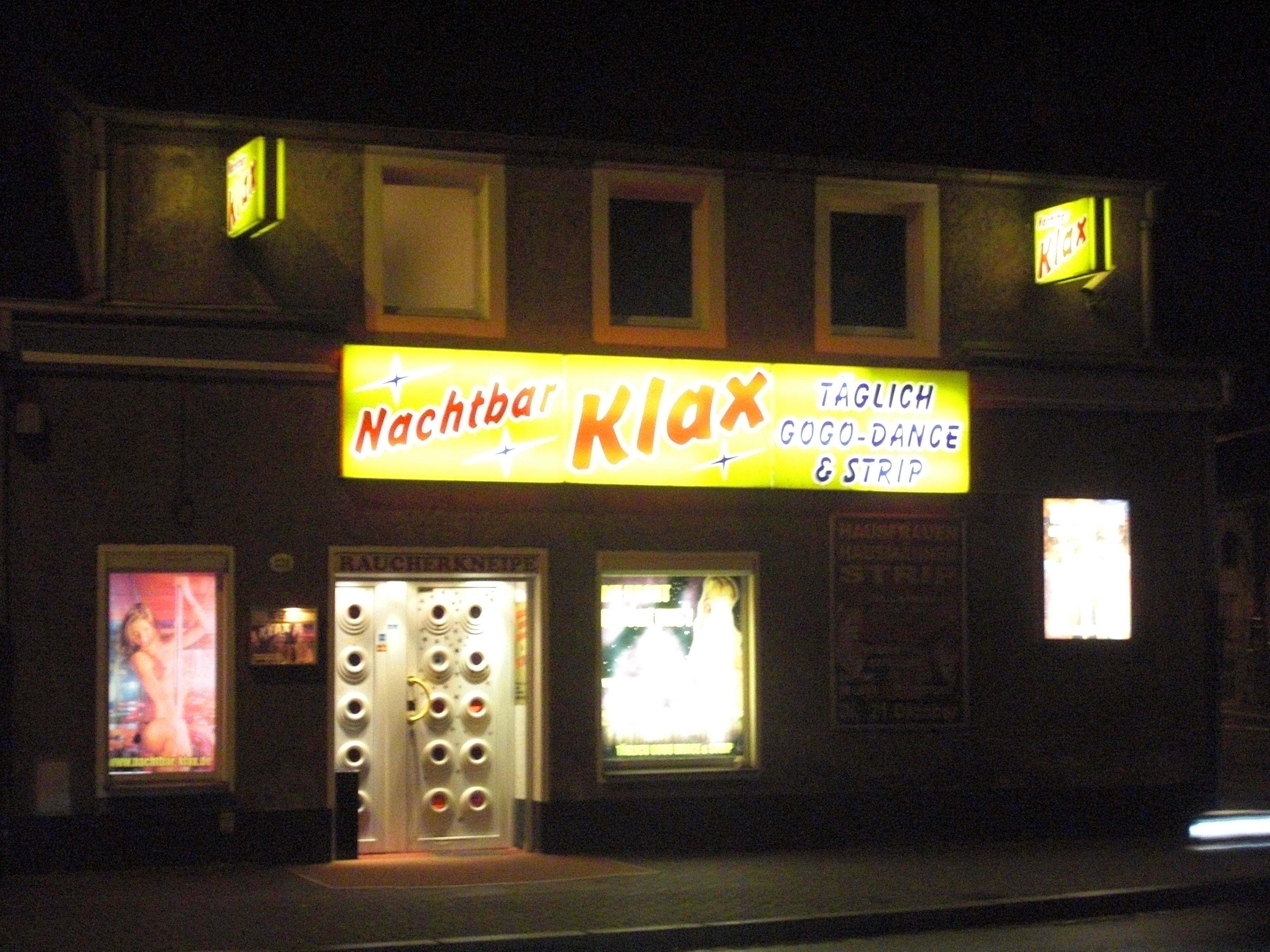
Einzelne Nachtbar in Dresden-Pieschen

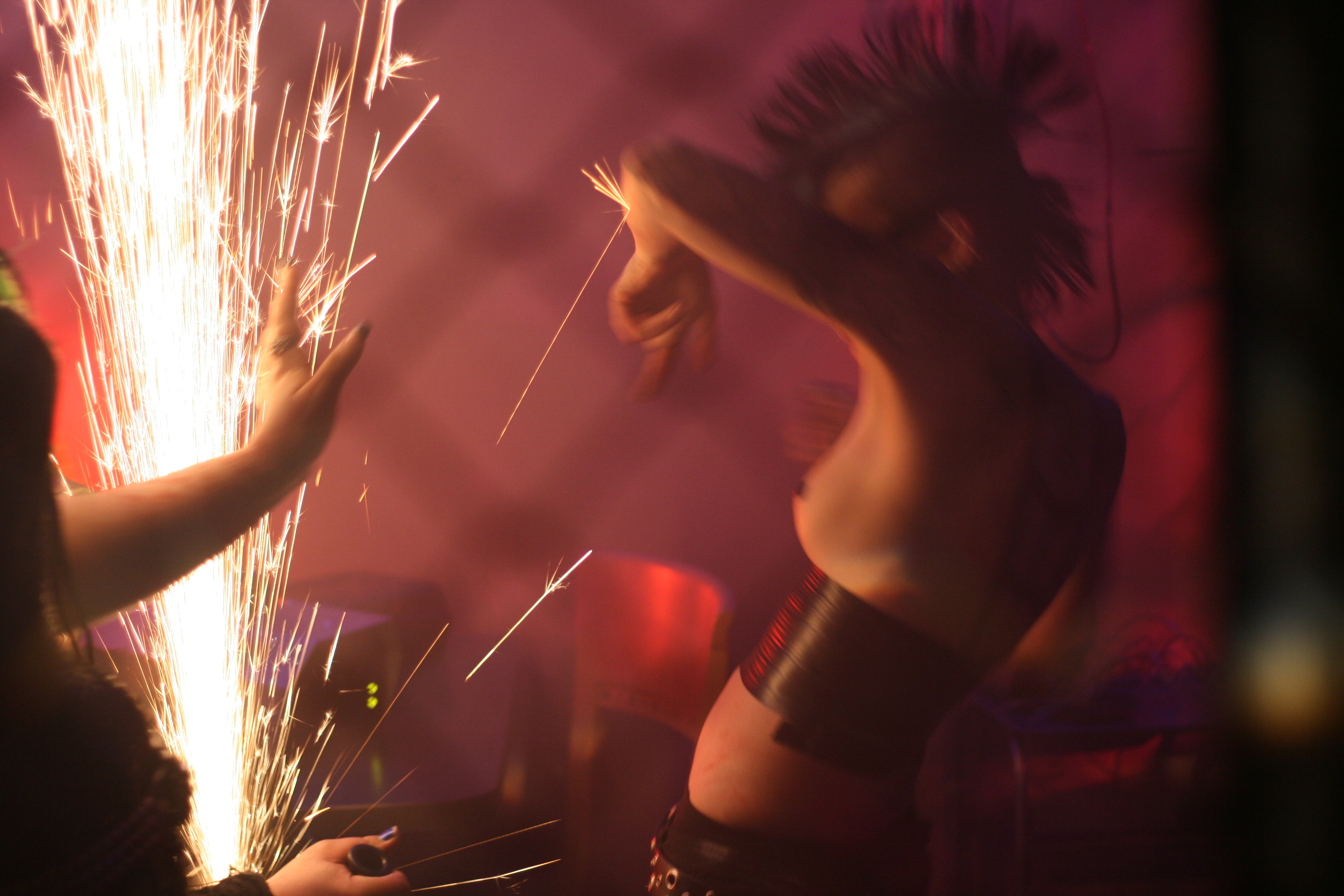
Erotik-Darbietung in einem Nachtclub in Seattle, USA

„Stadtleben ist Nachtleben“, insbesondere von Großstädten, hieß es bereits 1905 bei dem deutschen Sexualforscher Iwan Bloch, und der deutsche Kulturwissenschaftler Joachim Schlör beschrieb in seiner kultur- und sozialgeschichtlichen Studie Nachts in der großen Stadt die „nächtliche Straße als Ort lockender Faszination“. In seiner weiteren Studie Wenn es Nacht wird sammelte Schlör literarische Texte als Beispiele für Empfindungen und Impressionen in der Großstadt bei Nacht.
Der Kölner Rundfunkredakteur und Autor Michael Kohtes unternahm in seiner Publikation Nachtleben. Topografie des Lasters eine sozialpsychologische Expedition durch Kneipen, Nachtlokale sowie Nachtclubs und beschrieb nächtliche Ausschweifungen als Auflehnung des „sattsam sozialisierten Menschen“ gegen die „täglichen Anforderungen des Daseins und des Denkens“, als Sehnsucht nach dem „Asyl in der Menge“ (Walter Benjamin). Kohtes wirbt dabei, so der Rezensent Hans-Joachim Ballschmieter, auch „um Verständnis für den exzessiven Lebensstil vieler Außenseiter und interpretiert diesen als Absage auch gegen jede Form bürgerlicher Heuchelei“.
In diesem Kontext sind Nachtclubs ein beliebter Schauplatz für Szenarien und Handlungen in Kunst und Kultur, insbesondere in Romanen, Kriminalromanen und erotischer Literatur, beim Film sowie in Musik- und Theater-Stücken, wie folgende Beispiele zeigen: 
- Die Handlung des bekannten US-amerikanischen Films Casablanca mit den Hauptdarstellern Humphrey Bogart und Ingrid Bergman, der 1942 unter der Regie von Michael Curtiz entstand, spielt sich größtenteils in dem fiktiven Nachtclub Rick’s Café Américain im nordafrikanischen Casablanca ab.
- Der 1993 erschienene englischsprachige Roman Strip Tease des US-amerikanischen Schriftstellers Carl Hiaasen, der als Übersetzung unter dem deutschen Titel Nachtclub herauskam, diente als Vorlage für den Film Striptease, der 1996 in den USA von Andrew Bergmann mit den Hauptdarstellern Demi Moore und Burt Reynolds gedreht wurde. Buch und Film behandeln die Geschichte einer ehemaligen FBI-Sekretärin, die sich das Geld für einen Sorgerechtsprozess um ihre Tochter als Stripteasetänzerin in dem fiktiven Nachtclub Eager Beaver verdient, wo ein Kongressabgeordneter als Gast des Clubs sie kennenlernt und ihr verfällt.
- Die US-amerikanische Jazzsängerin und Pianistin Patricia Barber produzierte im Jahr 2000 bei Blue Note Records ihr Album Nightclub, das Jazz- und Pop-Standards enthält und eine gute Billboard-Notierung erreichte. Die einzelnen Stücke des Albums behandeln meist Beziehungen zwischen Mann und Frau, die sich teils in Nachtclubs abspielen.
- In seinem umstrittenen Theaterstück von 1975, Der Müll, die Stadt und der Tod, legte Rainer Werner Fassbinder eine Schlüsselszene in einem Nachtclub an, wo es zur Begegnung des „reichen Juden“ mit dem dort arbeitenden Vater der Straßenhure kommt, den er für die Ermordung seiner eigenen Eltern während der NS-Zeit verantwortlich macht. Das Stück wurde 1976 unter der Regie von Daniel Schmid verfilmt; Fassbinder selbst spielte den Zuhälter der Hure.

## Bekannte Nachtclubs
Beispiele für bekannte Nachtclubs und Diskotheken sind:
- das Batcave, in den 1980er Jahren ein Knotenpunkt der britischen Gothic-Szene in London
- das Bel Ami in Berlin, mit angeschlossenem Bordell, galt laut Playboy als der „edelste Club Deutschlands“
- das Berghain in Berlin gilt seit den 2010er Jahren als einer der weltweit bekanntesten Technoclubs
- das Blow Up in München, ab 1967 Deutschlands erste Großraumdiskothek und einer der bekanntesten Nachtclubs Europas
- das Chez Régine in Paris etablierte sich ab 1958 als der Treffpunkt des Jet Sets
- der Cotton Club in New York City, ehemals ein bekannter Treffpunkt der lokalen „High Society“ in der Zeit der Prohibition
- das Dorian Gray war in den 1980er und 1990er Jahren eine bekannte Diskothek im Terminal 1 des Flughafens Frankfurt
- das hungry i in San Francisco, in den 1950er und 1960er Jahren ein bekannter Nachtclub für Stand-up-Comedy
- das Kit Kat in London, welches seinen Namen dem gleichnamigen Club in dem Film Cabaret entlehnte
- das La Belle in Berlin war am 5. April 1986 Ziel eines Bombenanschlags, welcher zum Auslöser eines US-Luftangriffs auf Libyen wurde
- der Mudd Club war ein bekannter Nachtclub der New Yorker Post-Punk und No Wave Szene
- das P1 in München etablierte sich ab 1984 als bekannte Prominentendiskothek
- das Reina, Ziel des Terroranschlags in Istanbul am 1. Januar 2017
- das Salambo, heute Dollhouse, auf der Großen Freiheit in Hamburg-St. Pauli
- das Studio 54 in New York City war eine weltweit bekannte Diskothek der Disco-Ära Ende der 1970er Jahre
- das Tropicana, ein Kabarett und Nachtclub in der kubanischen Hauptstadt Havanna